# Markant AG
Die Markant AG als Muttergesellschaft der Markant Gruppe ist eine Handels- und Dienstleistungskooperation im Lebensmittelhandel in Europa. Die Handelspartner sind in erster Linie privatwirtschaftliche Unternehmen. Erklärte Aufgabe der Handelskooperation ist die Sicherung der Eigen- und Selbständigkeit und damit auch der Zukunft des privatwirtschaftlichen und freien Handels. Markant bietet selbständigen Groß- und Einzelhandelsunternehmen in Europa verschiedene Dienstleistungen rund um Finanzen, B2B, Waren und Produktdaten an.

## Struktur
Der Hauptsitz ist Pfäffikon in der Gemeinde Freienbach, Schweiz. Die Markant AG nahm dort am 1. Januar 1988 den Geschäftsbetrieb auf. Sie ging aus der bereits 1953 gegründeten Handelskette A&O, einer freiwilligen Kooperation von zwanzig Lebensmittelgroßhandlungen hervor. Durch die Öffnung für neue Betriebsformen wie z. B. Drogerien oder Großflächenläden wie SB-Warenhäuser ging aus ihr 1972 die Selex Handels GmbH mit Sitz in Offenburg hervor. Parallel dazu entwickelte sich Tania (Hamburg) mit gleich gelagerten Zielen im Nonfood-Bereich. 1983 fusionierte Selex und Tania zur S+T Bundeszentrale Selex + Tania Handels-AG mit Sitz im badischen Offenburg. Aufgrund des Einspruchs des deutschen Bundeskartellamtes gegen diese Fusion, entschieden sich die Verantwortlichen zur Gründung der Markant AG in Pfäffikon.
1996 wurde das Unternehmen in eine Stiftung nach Schweizer Recht umgewandelt. Etwa zur gleichen Zeit wurden die kleinen A&O-Geschäfte zu Ihre Kette umfirmiert. Geführt wird die Markant AG durch den Verwaltungsrat.
Als Reaktion auf die zunehmende Konzentration im Lebensmitteleinzelhandel startete Markant im September 2005 die Nahversorger-Offensive.
Ende Januar 2012 wurde bekannt, dass der Drogeriefilialist Schlecker – trotz der zuvor angemeldeten Insolvenz – und die Markant-Gruppe ihre Einkaufskooperation fortsetzen. Damit war die Betriebsfortführung der Schlecker-Märkte bis zu ihrer Schließung im Juni 2012 sichergestellt.
Im Auftrag der Markant AG ist die Markant Services International GmbH mit Sitz in Offenburg, Deutschland als europäisches Kompetenzcenter für ein breites Spektrum an Dienstleistungen für alle aktuellen und zukünftigen Länderorganisationen von Markant tätig.
Darüber hinaus ist Markant mit eigenen Gesellschaften in verschiedenen Ländern Europas vertreten.  Diese sind Landesgesellschaften der Markant AG:
- Markant Deutschland GmbH in Offenburg
- Markant Österreich GmbH in Wien
- Markant Syntrade Schweiz AG in Pfäffikon
- Markant Česko in Prag in Tschechien, für den Beschaffungsbereich
- Markant Slovensko in Bratislava, Slowakei, für den Beschaffungsbereich
- Markant Polska in Warschau, Polen
- Markant International Services România in Bukarest, Rumänien
- Markant Belux in Brüssel, Belgien

Zu den Servicegesellschaften zählen: 
- Markant Services International GmbH
- Markant Services International Polska Sp. z o.o.
- Markant Services International Portugal
- Bayard GmbH
- Markant European Payment Services GmbH
- Retail.ai GmbH

- Markant Finanz AG in Basel als Finanzdienstleister
- Markant Trading Organisation (Far East) Ltd.

- Handelsmarken GmbH  Die Handelsmarken GmbH mit Sitz in Offenburg fungiert als Holding für das gesamte Eigengeschäft der Markant AG.
  - Zentrale Handelsgesellschaft mbH mit Sitz in Offenburg speziell für den Einkauf und Vertrieb von FMCG im Preiseinstiegsbereich
  - Iberiana Frucht S.A. mit Sitz in Massamagrell (Valencia) und Iberiana Frucht GmbH Offenburg für die Beschaffung von Obst und Gemüse aus Spanien.

Zu den Beteiligungsgesellschaften zählen: 
- INTERGAST Grossverbraucher-Service Handelsgesellschaft mbH
- Gv food union GmbH
- MCS – Marketing und Convenience-Shop System GmbH
- MarkantSecur Versicherungsmakler GmbH in München als Versicherungsdienstleister

2024 verrechneten die an Markant angeschlossenen Handelsunternehmen einen Umsatz von rund 68 Milliarden Euro über Markant.

## Partnerunternehmen
Die Markant Gruppe arbeitet insgesamt mit über 15 000 Lieferanten aus der Food- und Nonfood-Branche zusammen. Diese produzieren unter anderem Lebensmittel, Tiernahrung, Hygiene- und Kosmetikartikel, Textilien, Fahrräder, Autozubehör, Spiel-, Elektro- und Haushaltswaren sowie Produkte für Haus und Garten. Zu den Industriepartnern der Markant Gruppe gehören beispielsweise Coppenrath, Dallmayr, Ferrero, Henkel, Melitta, Nestlé, P&G, Ritter Sport, Tchibo und Zott.
Insgesamt arbeiten über 200 Händler mit der Markant Gruppe zusammen. Handelspartner der Markant Gruppe sind beispielsweise die Drogeriemarktketten dm, Müller und Rossmann, einige Großhandelsunternehmen der Service-Bund-Gruppe, die Baumärkte von BayWa, Globus und Hellweg und die Verbraucher- und Supermärkte und SB-Warenhäuser Bartels-Langness, Bünting AG,  Globus Markthallen Holding GmbH und Co. KG, Kaufland, real, tegut und Vorteil Center.